# Amika (album)
Amika is een album van Amika. Het album verscheen op 26 oktober 2009. Amika is uitgegeven onder het label van Studio 100. Het album bestaat uit 12 nummers.

## Tracklist
| #  | Titel              | Tijd | Gezongen door... |
| -- | ------------------ | ---- | ---------------- |
| 1  | Amika              | 3:42 | Moora            |
| 2  | Het is zomer       | 3:16 | Moora            |
| 3  | Jij bent van mij   | 3:21 | Niels            |
| 4  | Ik ben verliefd    | 3:16 | Moora            |
| 5  | Geef mij een teken | 3:47 | Moora            |
| 6  | Wie?               | 3:5  | Moora            |
| 7  | Dit is de wereld   | 3:11 | Niels            |
| 8  | Hey Hey Amika      | 3:52 | Moora            |
| 9  | Zij is de liefde   | 3:13 | Niels            |
| 10 | Feestbeest         | 3:17 | Niels            |
| 11 | Op en neer         | 2:19 | Moora            |
| 12 | Geef me tijd       | 3:29 | Niels            |

Bonus :
- Sint-CD (tijdelijk)

## Hitnoteringen

### NederlandseAlbum Top 100
| Hitnotering: 31-10-2009 t/m 05-12-2009 | Hitnotering: 31-10-2009 t/m 05-12-2009 | Hitnotering: 31-10-2009 t/m 05-12-2009 | Hitnotering: 31-10-2009 t/m 05-12-2009 | Hitnotering: 31-10-2009 t/m 05-12-2009 | Hitnotering: 31-10-2009 t/m 05-12-2009 | Hitnotering: 31-10-2009 t/m 05-12-2009 | Hitnotering: 31-10-2009 t/m 05-12-2009 |
| Week                                   | 01                                     | 02                                     | 03                                     | 04                                     | 05                                     | 06                                     |                                        |
| -------------------------------------- | -------------------------------------- | -------------------------------------- | -------------------------------------- | -------------------------------------- | -------------------------------------- | -------------------------------------- | -------------------------------------- |
| Nummer                                 | 65                                     | 23                                     | 26                                     | 33                                     | 45                                     | 60                                     | uit                                    |

### VlaamseUltratop 100Albums
| Hitnotering: 31-10-2009 t/m 13-03-2010 | Hitnotering: 31-10-2009 t/m 13-03-2010 | Hitnotering: 31-10-2009 t/m 13-03-2010 | Hitnotering: 31-10-2009 t/m 13-03-2010 | Hitnotering: 31-10-2009 t/m 13-03-2010 | Hitnotering: 31-10-2009 t/m 13-03-2010 | Hitnotering: 31-10-2009 t/m 13-03-2010 | Hitnotering: 31-10-2009 t/m 13-03-2010 | Hitnotering: 31-10-2009 t/m 13-03-2010 | Hitnotering: 31-10-2009 t/m 13-03-2010 | Hitnotering: 31-10-2009 t/m 13-03-2010 | Hitnotering: 31-10-2009 t/m 13-03-2010 | Hitnotering: 31-10-2009 t/m 13-03-2010 | Hitnotering: 31-10-2009 t/m 13-03-2010 | Hitnotering: 31-10-2009 t/m 13-03-2010 | Hitnotering: 31-10-2009 t/m 13-03-2010 | Hitnotering: 31-10-2009 t/m 13-03-2010 | Hitnotering: 31-10-2009 t/m 13-03-2010 | Hitnotering: 31-10-2009 t/m 13-03-2010 | Hitnotering: 31-10-2009 t/m 13-03-2010 | Hitnotering: 31-10-2009 t/m 13-03-2010 | Hitnotering: 31-10-2009 t/m 13-03-2010 |
| Week                                   | 01                                     | 02                                     | 03                                     | 04                                     | 05                                     | 06                                     | 07                                     | 08                                     | 09                                     | 10                                     | 11                                     | 12                                     | 13                                     | 14                                     | 15                                     | 16                                     | 17                                     | 18                                     | 19                                     | 20                                     |                                        |
| -------------------------------------- | -------------------------------------- | -------------------------------------- | -------------------------------------- | -------------------------------------- | -------------------------------------- | -------------------------------------- | -------------------------------------- | -------------------------------------- | -------------------------------------- | -------------------------------------- | -------------------------------------- | -------------------------------------- | -------------------------------------- | -------------------------------------- | -------------------------------------- | -------------------------------------- | -------------------------------------- | -------------------------------------- | -------------------------------------- | -------------------------------------- | -------------------------------------- |
| Nummer                                 | 61                                     | 12                                     | 9                                      | 11                                     | 11                                     | 8                                      | 10                                     | 32                                     | 42                                     | 37                                     | 41                                     | 47                                     | 62                                     | 60                                     | 73                                     | 72                                     | 81                                     | 62                                     | 78                                     | 86                                     | uit                                    |

## Videoclips

### Amika
- Amika (Merel) 2009
- Het is zomer (Merel) 2009
- Ik ben verliefd (Merel) 2009
- Jij bent van mij (Niels) 2009
- Zij is de liefde (Niels) 2009
- Geef me tijd (Niels) 2009
- Wie? (Merel) 2010
- Engeltjes (Merel) 2010
- Violen in Mijn Hoofd (Merel) 2011
- Verstoppertje (Merel) 2011
- A.M.I.K.A. (Merel) 2011
- Ik zing een lied (Merel) 2011
- Amika en ik (Merel) 2011
- Als ik jou zie (Merel) 2011

### Plopsaspecials
- Het is zomer (Merel) 2009
- Jij bent van mij (Niels) 2009
- Amika (Merel) 2009
- A.M.I.K.A. (Merel) 2011